# Lecco (provincie)
Lecco is een van de provincies in de Italiaanse regio Lombardije. De hoofdstad is de stad Lecco. De officiële afkorting is LC.
De provincie telt ongeveer 311.000 inwoners op een oppervlakte van 816 km².
Lecco is ontstaan in 1992 als afsplitsing van de provincies Bergamo en Como. Tot het grondgebied hoort de gehele oostoever van het Comomeer en deels het gebied ten westen van de zuidoostflank van het meer. De provincie is grotendeels bergachtig met als hoogste top de Grigna met 2410 meter, behorend tot de Lombardische Alpen.
Overige plaatsen van enig belang zijn Colico, Bellano en Merate.
Lecco grenst aan de provincies Como, Sondrio, Monza e Brianza en Bergamo.